# 世継ぎたち
『世継ぎたち』はHBO(日本ではスター・チャンネルが放送)のファンタジー・ドラマ・シリーズである『ゲーム・オブ・スローンズ』の第4章『戦乱の嵐-後篇-』の最終第10話である。プロデューサーでもあるデイヴィッド・ベニオフ と D・B・ワイスによって、原作『剣嵐の大地』に基づいて脚本が書かれ、アレックス・グレイヴスが監督した。
ティリオンは処刑前夜にジェイミーに脱獄させられ、父タイウィンとシェイを殺した後でヴァリスと共にエッソスに旅立つ。圧倒的多数の〈野人〉に立ち向かう〈冥夜の守人〉の前に、スタニスの大軍が現れて〈野人〉を蹂躙する。デナーリスは残る二頭のドラゴンを閉じ込める。ブランの一行は〈三つ目の鴉〉の元に着くが、ジョジェンが死ぬ。ブライエニーはアリアを見かけてハウンドと戦いになり、アリアは負傷したハウンドを見捨ててブレーヴォス行きの船に乗る。

## あらすじ

### 狭い海の向こう側
デナーリス(エミリア・クラーク)は、他に生きる術を知らないために、再び奴隷として売られたいと望む市民に謁見する。デナーリスは渋々望みを聞き入れ、一年以内の契約をかつての親方と結ぶことを許す。次に謁見した市民は娘の焼け焦げた骨を見せ、デナーリスのドラゴンであるドロゴンに殺されたと訴える。ドロゴンは戻らず、デナーリスは苦渋の末に、残りの二頭のドラゴンを鎖に繋ぎ、地下墓所に閉じ込める。

### 〈壁〉の向こう側
ジョン・スノウ(キット・ハリントン)は〈壁〉の北に行き、〈壁の向こうの王〉マンス・レイダー(キアラン・ハインズ)と会って停戦を話しあい、隙があれば殺そうとする。そこに角笛が吹かれ、スタニス・バラシオン(スティーヴン・ディレイン)の騎兵の大軍が突然現れて〈野人〉のキャンプを襲う。〈野人〉はスタニスの軍に蹴散らされ、マンスはスタニスとダヴォス・シーワース(リアム・カニンガム)に降伏する。スタニスはマンスを処刑しようとするが、ジョンはスタニスを支持したエダード・スタークの息子であると名乗り、マンスを助命し拘留するよう説得する。死んだ仲間達の葬式をあげた後、ジョンはトアマンドの求めに応じて、イグリット(ローズ・レスリー)の遺体を〈壁〉の北に運んで火葬にする。
〈壁〉のはるか北では、ブラン(アイザック・ヘンプステッド＝ライト)の一行が旅の目的地に近づく。ジョジェン・リード(トーマス・サングスター)の夢に出てきた大きなウィアウッドの〈心の木〉に近づいた時、骸骨の集団に襲われる。ジョジェンは死ぬが、ブラン、ホーダー、ミーラ・リード(エリー・ケンドリック)は〈森の子ら〉の一人リーフに救われる。一行は〈心の木〉の下の洞窟の中に案内され、根の間に座る老人〈三つ目の鴉〉に会う。ブランは二度と歩けないが空を飛べるようになると言われる。

### キングズランディング
オベリン・マーテルの槍の毒に冒され、"マウンテン"グレガー・クレゲインは瀕死の床にある。グランド・メイスター・パイセルは死を確信するが、クァイバーンは命を救えると言う。サーセイはパイセルを病室から追い出し、マウンテンをクァイバーンに任せる。マウンテンが治癒しても、元通りにはならないかもしれないと、クァイバーンは警告する。
サーセイは父タイウィン(チャールズ・ダンス)に会い、ロラス・タイレルとの結婚を強制されるなら、ジェイミー(ニコライ・コスター＝ワルドー)との近親相姦を認め、子供たちがその所産であることを公表するという。
地下牢でティリオン(ピーター・ディンクレイジ)が処刑を待っているところに、ジェイミーが救出に来る。二人は地下のトンネルを歩いて逃げ、別れの言葉を交わす。だがティリオンは秘密の通路を通って〈王の手〉の塔に忍び込み、父のベッドに眠るシェイ(シベル・ケキリ)を見つけて絞め殺す。厠で父タイウィンと対決し、石弓で殺す。ヴァリス(コンリース・ヒル)の助けでエッソスに向かう船に乗せられキングズランディングを脱出する。ヴァリスは鐘の音を聞き、ティリオンと共に船に乗ることにする。

### 〈谷間〉
ブライエニー(グェンドリン・クリスティー)と従者のポドリック・ペインは高巣城に向かう途中で馬をなくす。二人はアリンの谷間を歩き、剣の練習をする少女に出くわす。"ハウンド"サンダー・クレゲイン(ロリー・マッキャン)が現れた時、ポドリックはその正体をブライエニーに告げ、ブライエニーは少女がアリア・スターク(メイジー・ウィリアムズ)であると察知する。ブライエニーは母キャトリンに捧げた誓い(『ハレンの巨城』)のことを話すが、ハウンドはブライエニーが持つラニスターの剣を指し、信じようとしない。二人は剣を抜いて戦い始め、乱闘の末、ブライエニーはハウンドを崖から突き落とし、アリアを探す。アリアは身を隠し、崖の下で瀕死の重傷を負ったハウンドを見つける。ハウンドは殺してくれと願うが、アリアは財布だけを取って見捨てる。港に着き、ジャクェン・フ=ガーからもらったコインと合言葉(『勝者』)を使ってブレーヴォスに向かう船に乗る。

## 製作

### 脚本
原作第三部『剣嵐の大地の第72、73、74、76、77章、第五部『竜との舞踏』の第2、11、13章に基づいて、デイヴィッド・ベニオフ と D・B・ワイスが脚本を書いた。サンダー・クレゲインとアリア・スタークが、ブライエニーとポドリック・ペインに遭遇し、サンダーとブライエニーが戦うシーンが創作された。また、原作第五部の最後でも生存しているにもかかわらず、ジョジェン・リードが死に、原作でブラン・スタークの一行を導く〈冷たい手〉は登場しない。また、原作第三部の最後に登場した〈石の心〉もまた登場しない。

## 評判

### 視聴者数
709万人に視聴され、これはシーズン3の最終回から32%の上昇となった。同夜の再放送ではさらに151万人に視聴された。。

### 賞
本エピソードによって、デイヴィッド・ベニオフとD・B・ワイスは2014年プライムタイム・エミー賞脚本賞ドラマ部門にノミネートされたが受賞は逃した。
本エピソードはプライムタイム・エミー賞のメークアップ賞 シリーズ/ミニシリーズ/テレビ映画/スペシャル番組部門（人工装具) および視覚効果賞シリーズ部門を受賞した。

## 参照
1. ↑  Kondolojy, Amanda (2014年6月17日). “Sunday Cable Ratings: 'Game of Thrones' Wins Night + World Cup Soccer, 'Keeping up with the Kardashians', NASCAR & More". TV by the Numbers.”. 2014年6月17日閲覧。